# Protanystropheus
Protanystropheus is een geslacht van uitgestorven archosauromorpha uit het Midden-Trias (Anisien) van Polen, Duitsland, Oostenrijk en Nederland. Het werd in 2011 benoemd door Sennikov en de combinatio nova van de typesoort is Protanystropheus antiquus, voor het eerst beschreven in 1905 door de Duitse paleontoloog Friedrich von Huene onder de naam Tanystropheus antiquus (sommige auteurs geven er nog steeds de voorkeur aan deze soort op te nemen in Tanystropheus). 
Het holotype is SMNS 16687, een halswervel gevonden bij Krappitz in een laag van de Gogolinformatie. Sennikov (2011) wees verschillende wervels aan Protanystropheus toe, waaronder die van Thecodontosaurus primus, maar een dergelijke toewijzing is later in twijfel getrokken, omdat deze exemplaren mogelijk andere basale archosauromorfen vertegenwoordigen.
Uit de Muschelkalk van Winterswijk werd de middelste halswervel A. 638 toegewezen.